# Andrejs Prohorenkovs
Andrejs Prohorenkovs (Ogre, 1977. február 5. – 2025. május 1.) lett válogatott labdarúgó, középpályás.
A lett válogatott tagjaként részt vett a 2004-es Európa-bajnokságon.

## Sikerei, díjai
Makkabi Tel-Aviv
- Izraeli bajnok (1): 2002–03

Liepājas Metalurgs
- Lett bajnok (1): 2009